# 美國職棒大聯盟二游連線金手套獎得主列表
美國職棒大聯盟從1957年開始設立金手套這個獎項以獎勵防守表現傑出的球員。
以下列出的，並不是指金手套獎項裡有特別設立「二游連線」獎，而是指在同一年同一球隊的游擊手和二壘手均獲得金手套獎的組合。到2016年為止只出現過11組。
之所以特別提出來，是因為大多數的精彩雙殺守備都是由這個組合所策動的。
- Luis Aparicio與Nellie Fox†（芝加哥白襪，2：1959年、1960年）

- Gene Alley與Bill Mazeroski（匹茲堡海盜，2：1966年、1967年）

- Jim Fregosi與Bobby Knoop（加州天使，1967年）

- Mark Belanger與Davey Johnson（巴爾的摩金鶯，2：1969年、1971年）

- Mark Belanger與Bobby Grich（巴爾的摩金鶯，4：1973年至1976年）

- Dave Concepcion與Joe Morgan（辛辛那提紅，4：1974年至1977年）

- Alan Trammell與Lou Whitaker（底特律老虎，2：1983年、1984年）

- Omar Vizquel與Roberto Alomar（克里夫蘭印地安人，3：1999年至2001年）

- Edgar Rentería與Fernando Viña（聖路易紅雀，2002年）

- 德瑞克·基特與羅賓森·坎諾（紐約洋基，2010年）

- Brandon Crawford與Joe Panik（舊金山巨人，2016年）

† 也是唯一進入棒球名人堂的二游組合。